# Blackburn B-2
Die Blackburn B-2 war ein zweisitziges Schulflugzeug. Das Muster war – wie auch seine Vorgänger der erfolgreichen Bluebird-Serie – ein Doppeldecker mit starrem Fahrwerk und einem Reihenmotor, allerdings mit einem Ganzmetallrumpf in Schalenbauweise. Ein charakteristisches Merkmal waren die beiden nebeneinanderliegenden Sitze für den Trainer und den Flugschüler.
Erstflug des Musters war am 10. Dezember 1931, ab 1932 sollte das Muster sich gegen die Tiger Moth von de Havilland behaupten. Verschiedene Motorisierungen sollten das Projekt vorwärtsbringen. Vom Boom der Flugausbildung in den 1930er-Jahren profitierte jedoch letztlich nur der Konkurrent.

## Militärische Nutzung
Vereinigtes Königreich
- Royal Air Force

## Technische Daten
| Kenngröße             | Daten |
| --------------------- | --- |
| Besatzung             | 2 |
| Länge                 | 7,39 m |
| Spannweite            | 9,19 m |
| Höhe                  | 2,74 m |
| Flügelfläche          | 22,85 m² |
| Leermasse             | 533 kg |
| Startmasse            | 839 kg |
| Antrieb               | ein 4-Zylinder-Reihenmotor de Havilland Gipsy Major I mit 132 PS (97 kW) oder ein 4-Zylinder-Reihenmotor Cirrus Hermes IVA mit 121 PS (89 kW) |
| Höchstgeschwindigkeit | 180 km/h |
| max. Reichweite       | 515 km |